# Waldemar Sobota
Waldemar Sobota, est un footballeur polonais, né le 19 mai 1987 à Ozimek en Pologne. Il évolue actuellement milieu de terrain.

## Biographie
En juin 2010, Sobota signe un contrat de quatre ans avec le Śląsk Wrocław.
Le 16 décembre 2011, il joue son premier match international avec l'équipe de Pologne, composée uniquement de joueurs du championnat. Contre la Bosnie-Herzégovine, il marque le but de la victoire.

## Palmarès
- Championnat de Pologne :
  - Vainqueur (1) : 2012
  - Vice-champion (1) : 2011

- Coupe de Pologne :
  - Finaliste (1) : 2013

- Supercoupe de Pologne :
  - Vainqueur : 2012